# Jessica Wimert
Jessica Wimert, född den 12 januari 1968, är en svensk sångerska och pianist, som deltog i den svenska Melodifestivalen 1991 med melodin Änglar (skriven av Per Andréasson och Anders Dannvik). Den slogs ut i den första omröstningsomgången och var alltså inte en av de fem melodier som gick vidare till andra omgången. 
Hon körade bakom Per-Erik Hallins bidrag i Melodifestivalen 1985.
Wimert, som studerade på musiklinjen vid Södra Latins gymnasium, har även körat på album med artister som Rolf Wikström (Mitt hjärta är ditt), Peter LeMarc och Björn Afzelius (Nära dej).
Vid Pridefestivalen 2007 framträdde Wimert tillsammans med bland annat Sarah Dawn Finer på arrangemangets "schlagerkväll".
Wimert är även verksam som barpianist.